# والتر بوركرت
والتر بوركرت (بالألمانية: Walter Burkert)‏ ‏(2 فبراير 1931 - 11 مارس 2015) هو عالم في الميثولوجيا الإغريقية وبروفيسور الكلاسيكيات في جامعة زيورخ السويسرية.

## روابط خارجية
- والتر بوركرت على موقع الموسوعة البريطانية (الإنجليزية)